# Mauritia (chi ốc biển)
Mauritia là một chi ốc biển, là động vật thân mềm chân bụng sống ở biển trong họ Cypraeidae, họ ốc sứ

## Các loài
Các loài thuộc chi Mauritia bao gồm:
- Mauritia arabica (Linnaeus, 1758)
- Mauritia depressa (Gray)[3]
- Mauritia eglantina (Duclos, 1833)
- Mauritia grayana [4]
- Mauritia histrio (Gmel.)[5]
- Mauritia maculifera Schilder, 1932
- Mauritia mappa (Linnaeus, 1758)[6]
- Mauritia mauritiana (Linnaeus)[7]
- Mauritia scurra (Gmel.)[8]

## Hình ảnh

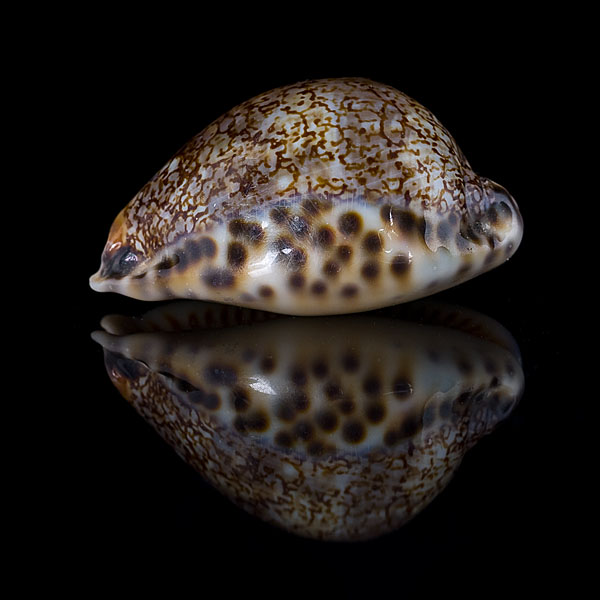
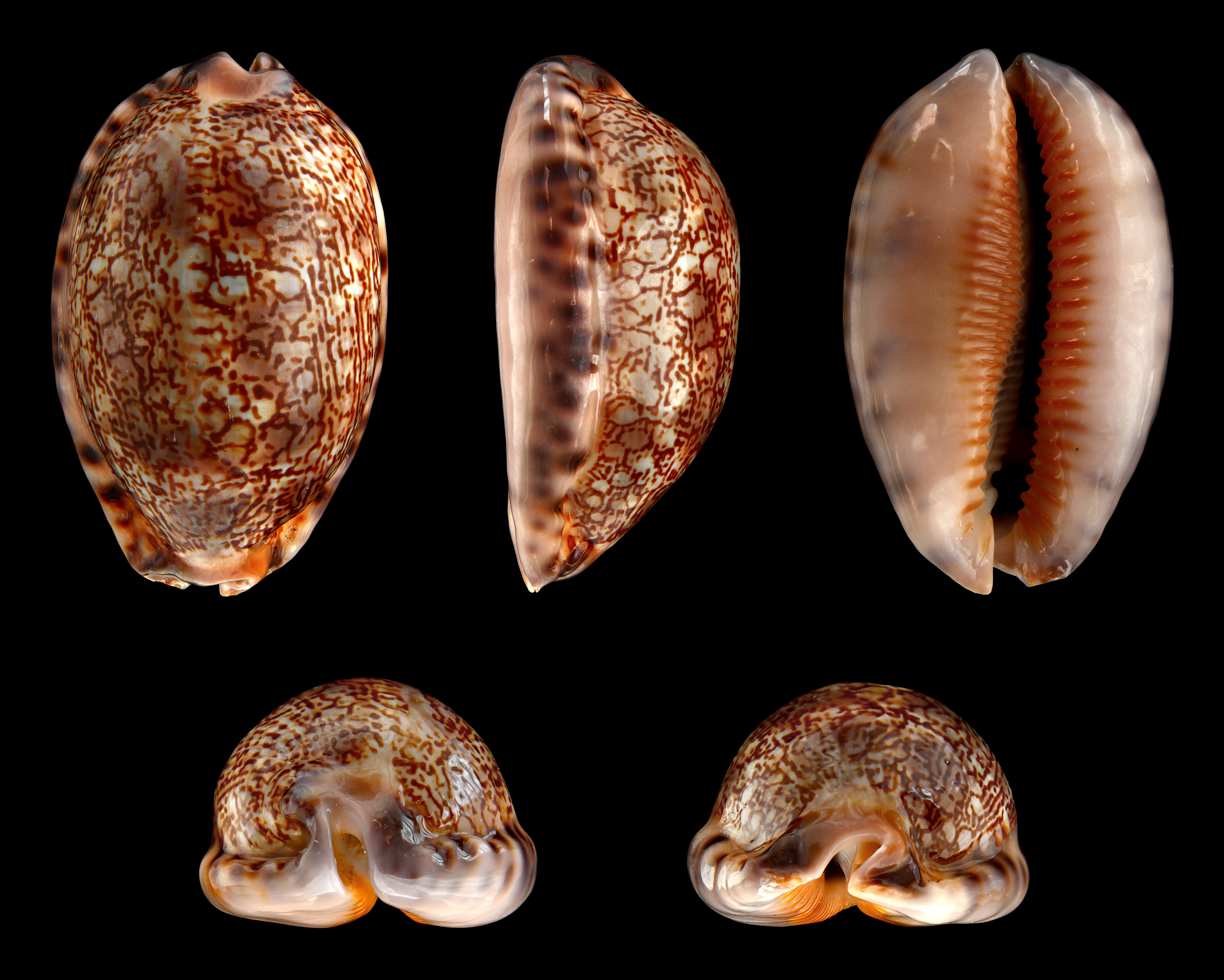
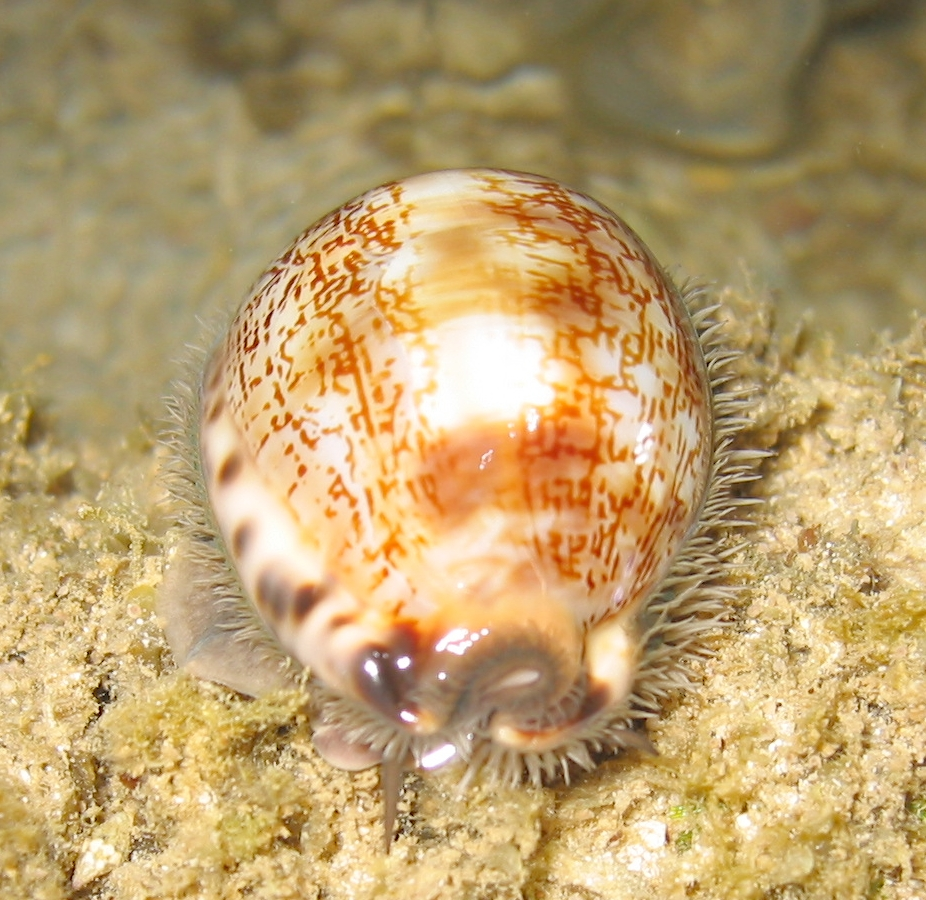